# Hacqueville
Hacqueville ist eine französische Gemeinde mit 403 Einwohnern (Stand: 1. Januar 2022) im Département Eure in der Region Normandie (vor 2016 Haute-Normandie). Sie gehört zum Arrondissement Les Andelys und zum Kanton Gisors. Die Einwohner werden Hacquevillais genannt.

## Geographie
Hacqueville liegt etwa 50 Kilometer ostsüdöstlich von Rouen. Umgeben wird Hacqueville von den Nachbargemeinden Le Thil im Norden, Étrépagny im Nordosten, Sainte-Marie-de-Vatimesnil im Osten und Süden, Richeville im Süden und Südwesten, Suzay im Südwesten sowie Farceaux im Westen und Nordwesten.

## Bevölkerungsentwicklung
| Jahr                       | 1962 | 1968 | 1975 | 1982 | 1990 | 1999 | 2006 | 2019 |
| Einwohner                  | 410  | 378  | 293  | 322  | 368  | 420  | 455  | 426  |
| Quellen: Cassini und INSEE |      |      |      |      |      |      |      |      |

## Sehenswürdigkeiten
- Kirche Saint-Lucien aus dem 12. Jahrhundert, Monument historique
- Kirche Saint-Candé-Sainte-Agathe aus dem 12. Jahrhundert, Monument historique
- Benediktinerpriorat Saint-Étienne aus dem 13. Jahrhundert, Monument historique
- Festung
- Herrenhaus aus dem 18. Jahrhundert in Douxmesnil, Monument historique

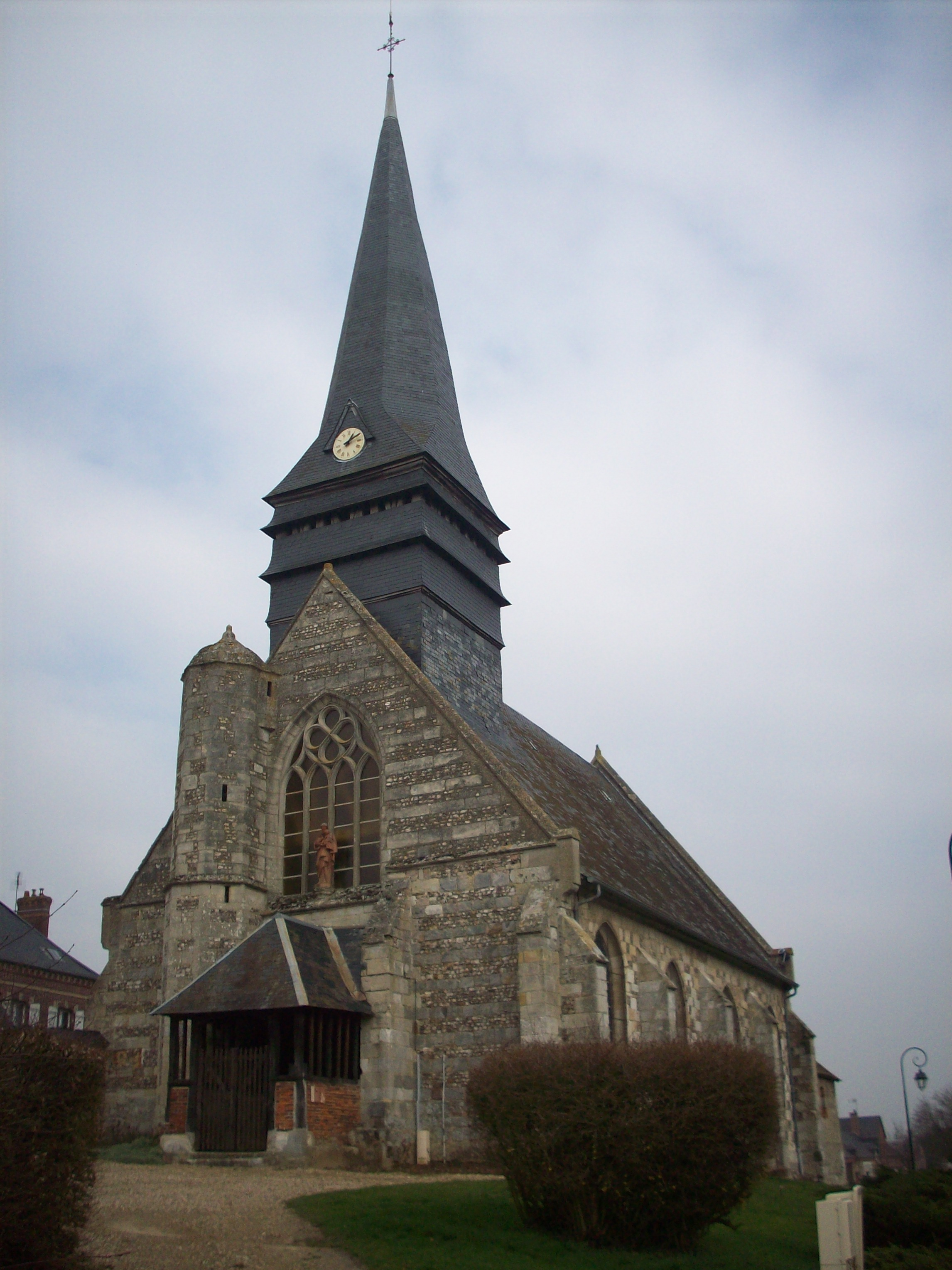
Kirche Saint-Lucien
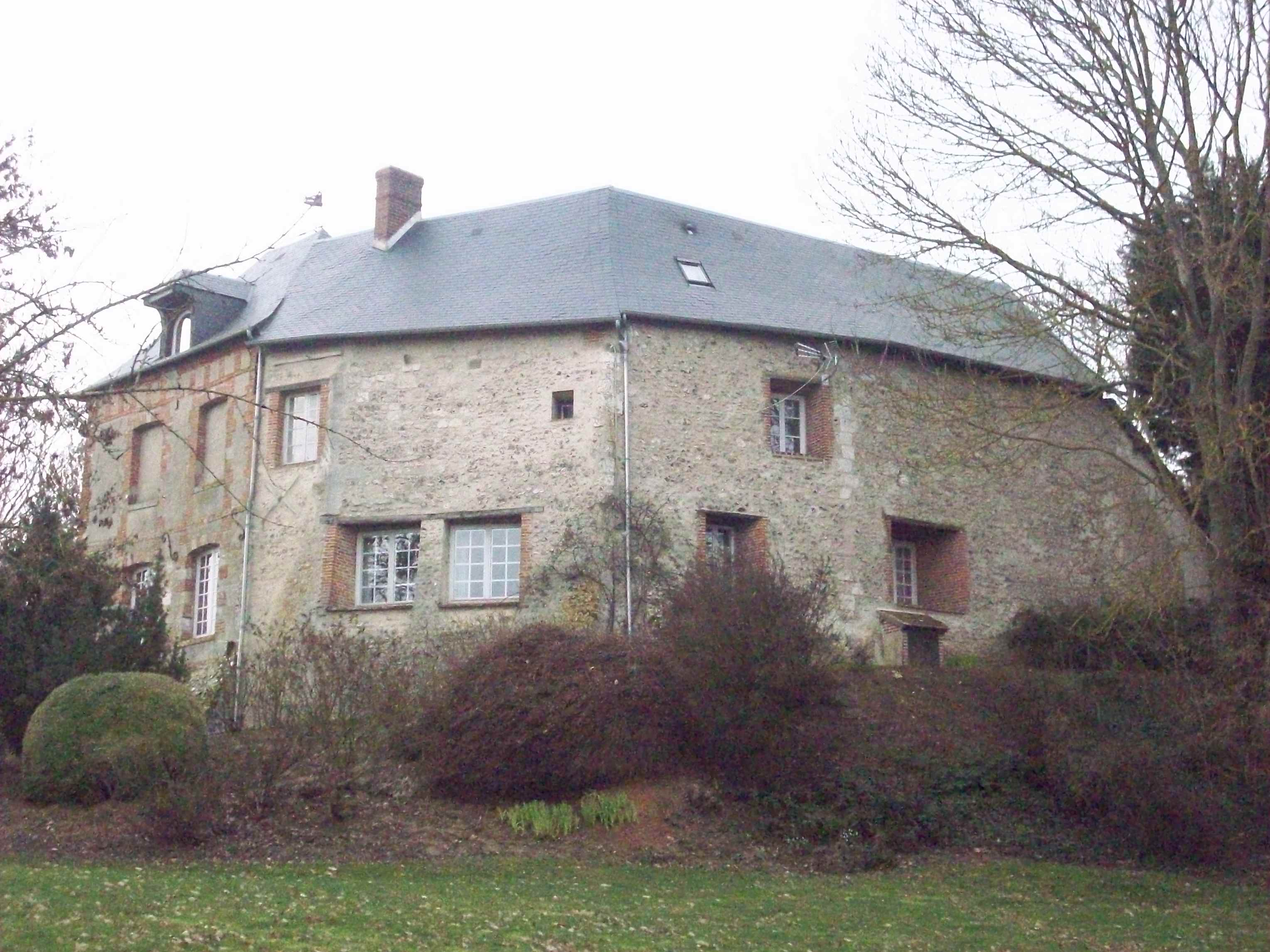
Festung Hacqueville